# Plano Manstein

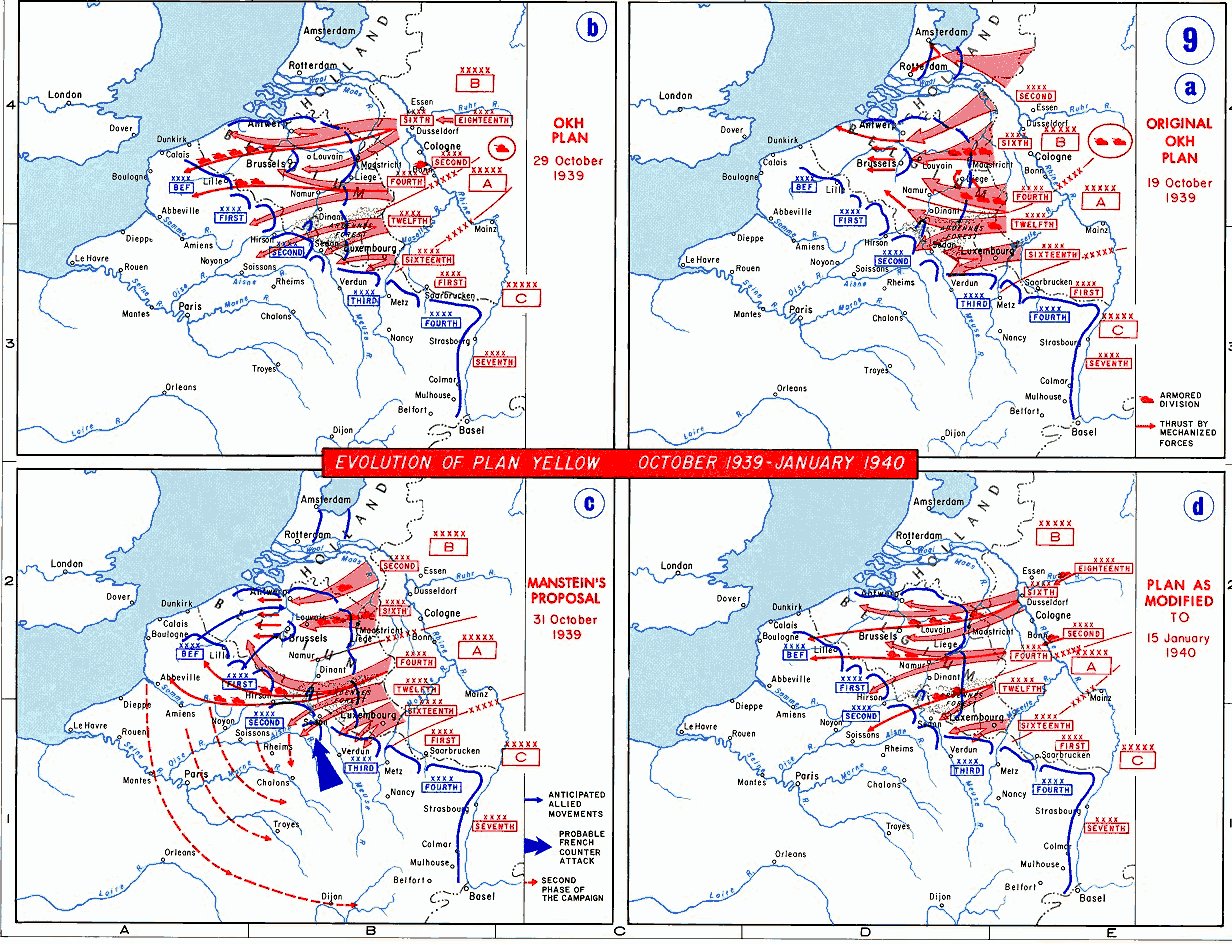
No sentido anti-horário a partir do canto superior direito: Evolução dos planos para a Alemanha: Fall Gelb (Caso Amarelo), a invasão da França e dos Países Baixos.

O Plano Manstein foi um plano para as operações da Alemanha Nazi durante a Batalha de França em 1940. Desenvolvido pelo Tenente-general alemão Erich von Manstein, o plano era uma versão modificada da Fall Gelb original, planeada em 1939 por Franz Halder. Uma forma de entender o Plano Manstein é vê-lo como a resposta germânica ao Plano Dyle francês. Originalmente, na Aufmarschanweisung N°1, Fall Gelb, o Exército Alemão planeava conduzir a Batalha de França combatendo os aliados através da Bélgica até ao rio Somme, no norte da França, da mesma maneira que o famoso Plano Schlieffen da Primeira Guerra Mundial. No dia 10 de Janeiro de 1940, ocorreu a Crise de Mechelen, quando uma aeronave alemã que transportava documentos com os dados e os planos da Fall Gelb sofreu um acidente na Bélgica, expondo o plano alemão aos aliados. Depois disto, Manstein conseguiu captar a atenção de Hitler para uma reunião no dia 17 de Fevereiro, alertando para que a ofensiva alemã se deveria dar através das Ardenas, seguida de um avanço até ao Canal da Mancha.
Esta táctica levou a uma vitória importante contra os aliados, destruindo as forças francesas e a Força Expedicionária Britânica, abrindo caminho para a conquista da França.